# Hlorofil(id) b reduktaza
Hlorofil(id) b reduktaza (EC 1.1.1.294, hlorofila b reduktaza, Chl b reduktaza) je enzim sa sistematskim imenom 71-hidroksihlorofillid-a:NAD(P)+ oksidoreduktaza. Ovaj enzim katalizuje sledeću hemijsku reakciju
71-hidroksihlorofilid a + NAD(P)+ {\displaystyle \rightleftharpoons } hlorofilid b + NAD(P)H + H+
Ovaj enzim izvršava prvi korak konverzije hlorofila b u hlorofil a. On učestvuje u hlorofilskoj degradaciji, do koje dolazi tokom starenja lišća. On takođe sačinjava deo hlorofilnog ciklusa, kojim se interkonvertuju hlorofil a i b u responsu na promenu svetlosnih uslova.

## Literatura
- Nicholas C. Price; Lewis Stevens (1999). Fundamentals of Enzymology: The Cell and Molecular Biology of Catalytic Proteins (Third изд.). USA: Oxford University Press. ISBN 019850229X.
- Eric J. Toone (2006). Advances in Enzymology and Related Areas of Molecular Biology, Protein Evolution (Volume 75 изд.). Wiley-Interscience. ISBN 0471205036.
- Branden C; Tooze J. Introduction to Protein Structure. New York, NY: Garland Publishing. ISBN 0-8153-2305-0.
- Irwin H. Segel. Enzyme Kinetics: Behavior and Analysis of Rapid Equilibrium and Steady-State Enzyme Systems (Book 44 изд.). Wiley Classics Library. ISBN 0471303097.
- William P. Jencks (1987). Catalysis in Chemistry and Enzymology. Dover Publications. ISBN 0486654605.

## Spoljašnje veze
- Chlorophyll(ide)+b+reductase на 